# Išgum-Adu
Išgum-Adu, Išgum-Adad (𒅖𒄣𒀭𒅎 iš-gum DIŠKUR)  ali verjetneje Iškun-Dagan  (𒅖𒆲𒀭𒁕𒃶iš-kun Dda-gan), je bil vladar Marija  v severni  Mezopotamiji, ki je vladal po padcu Akadskega kraljestva od okoli leta 2135 do 2127 pr. n. št. Seznam dinastije šakkanakkujev omenja njegovega sina Apil-kina, ki ga je nasledil na marijskem prestolu.
Po Seznamu dinastije šakkanakkujev je vladal za Ištub-Ilumom. Išgum-Adu ni zapustil nobenega napisa.